# Santa Bárbara, Antioquia
Santa Bárbara este un municipiu din departamentul Antioquia, Columbia.